# Camilla Crociani

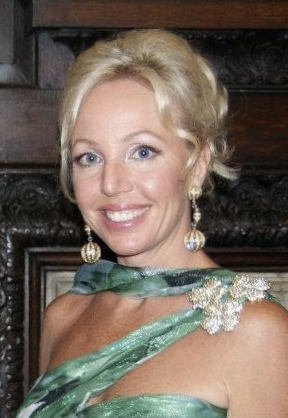
Camilla Crociani in 2012

Camilla Crociani (Rome, 5 april 1971) is de vrouw van prins Carlo van Bourbon-Sicilië. Haar man is een van de twee leden van het huis Bourbon-Beide Siciliën die claimt ervan het hoofd te zijn.
Camilla is de oudste dochter van industrieel Camillo Crociani en actrice Edoarda "Edy" Vessel. Ze studeerde aan Marymount High School en de Universiteit van New York in de Verenigde Staten. Voor haar huwelijk met prins Carlo woonde ze in Zwitserland, Parijs en Mexico. Prinses Camilla neemt deel aan verscheidene humanitaire activiteiten, zowel in Italië als internationaal, die door de Heilige Militaire Constantijnse Orde van Sint-Joris worden georganiseerd. Ze werkt ook samen met diverse organisaties zoals UNICEF, het Rode Kruis, The Olave Baden-Powell Society, Amade, Monaco Against Autism, Amitié sans Frontières en de Princess Grace Foundation. In 2017 richtte ze de Princess Camilla of Bourbon Charitable Foundation op. Deze vereniging heeft de steun van de Mauritiaanse regering en heeft als hoofddoel de bescherming van het milieu, de zeeën en de oceanen en de biodiversiteit daarvan. Prinses Camilla is ambassadrice van United Nations Women for Peace Association. Deze organisatie strijdt tegen vrouwengeweld en intolerantie.
Ze trouwde op 31 oktober 1998 in Monaco met Carlo van Bourbon-Sicilië, hoofd van het huis Bourbon-Beide Siciliën. Camilla was prinses van Bourbon-Sicilië en hertogin van Calabrië vanaf haar huwelijk, maar sinds de geboorte van haar oudste dochter in 2008 niet langer hertogin van Calabrië. Sinds 2008 draagt ze wel de titel hertogin van Castro. Het echtpaar heeft twee kinderen:
1. Maria Carolina (2003)
2. Maria Chiara (2005)